# 大鸡村站
大鸡村站是南宁轨道交通3号线的地铁车站，位于中华人民共和国广西壮族自治区南宁市兴宁区金桥路地下，该站于2019年6月6日开通运营。